# Castello di Bargone
Das Castello di Bargone ist eine mittelalterliche Höhenburg im Ortsteil Bargone der Gemeinde Salsomaggiore Terme in der italienischen Region Emilia-Romagna.

## Geschichte
Die Burg wurde gegen Ende des 10. Jahrhunderts auf Betreiben der Diözese Parma erbaut.
Das Territorium war im Laufe des 12. Jahrhunderts zwischen den Städten Parma, Fidenza und Piacenza hart umkämpft, bis der Kaiser des Heiligen Römischen Reiches, Heinrich VI., die Burg und Borgo San Donnino an die Stadt Piacenza für 2000 kaiserliche Lire verkaufte. Dennoch gelangte bereits 1198 die Stadt Parma erneut in Besitz der Festung, mit der Oberto Pallavicino im Jahre 1249 offiziell von Kaiser Friedrich II. belehnt wurde.
1267 eroberte die Stadt Parma die Burg zurück und demontierte sie in den folgenden Jahren. 1298 besetzte der Bürgermeister von Parma nach einer Reihe von Plünderungen, die sich in den Salinen des Tals von Salsomaggiore ereignet hatten, aber Anfang des 14. Jahrhunderts ließ Gherardo de' Rangoni, der gegen das guelfische Parma rebellierte, die Burg wiederaufbauen. 1325 griff die Stadt Parma die Burg an, stürmten sie und nahmen die Mitglieder der Familie Rangoni gefangen.
1343 befand sich die Festung in Besitz der Bertoldingis, aber schon 1360 belehnte Kaiser Karl IV. Oberto III. Pallavicino mit dem Lehen. 1374 kulminierten die Streitigkeiten in der Familie Pallavicino um den Besitz des Lehens mit der Ermordung des Markgrafen Giacomo Pallavicino und seines Sohnes Giovanni durch seinen Neffen Niccolò, den Herrn von Tabiano, der es somit schaffte, sich in den Besitz von Bargone zu bringen. Davon profitierte der Herzog von Mailand, Bernabò Visconti, der das Castello di Tabiano angriff und eroberte und Niccolò von seinem Land vertrieb. 1386 starb der Selige Roland von Salsomaggiore, der sich schon 1360 in diese Gegend zurückgezogen hatte, in der Burg von Bargone und wurde später im Oratorium der Heiligen Dreifaltigkeit von Busseto begraben.
Mit der Machtübernahme durch Gian Galeazzo Visconti 1390 drehte sich die Lage und Niccolò gelangte wieder in den Besitz seiner Lehen, mit denen er 1395 offiziell vom römisch-deutschen König Wenzel belehnt wurde. 1401 starb der Markgraf durch Gift im Castello di Tabiano und Ottobuono Terzi nutzte 1405 die Gelegenheit, die Burg anzugreifen und zu zerstören.
1441 griff Niccolò Piccinino an mehreren Fronten den Pallavicino-Staat (die Markgrafschaften Busseto und Cortemaggiore) an und schlug den Markgrafen Rolando il Magnifico in die Flucht. Alle seine Ländereien wurden von Herzog Filippo Maria Visconti beschlagnahmt und 1442 verlehnte er Bargone an die Piccininos. 1457 setzte Francesco I. Sforza den Markgrafen Gian Ludovico Pallavicino wieder in die Lehen von Bargone und Busseto ein.
1587 wurde die Burg von den Herzögen von Parma, den Farneses, erobert, die sie an den Markgrafen Felice Mari aus Genua verkauften. 1711 fiel die Burg, die zwischenzeitlich in eine elegante Adelsresidenz umgebaut worden war, an die Markgrafen Lomellino, der sie später an die Pallavicini aus Genua weiterverkaufte. In der ersten Hälfte des 18. Jahrhunderts fiel die Burg an die Pratolongos, die die umgebenden Ländereien und die weitläufigen Keller zur Produktion von Wein unterschiedlicher Qualität nutzten. Ende des 18. Jahrhunderts kaufte Carlo Farioli die alte Festung, die heute noch seinen Nachkommen gehört.

## Beschreibung
Die Burg, die auf einem Hügel in einem dichten Wald liegt, ist um einen quadratischen Innenhof herum gebaut.
Am Fuße der Höhe erhebt an der Grenze der kultivierten Weinbergen und dem weiter oben liegenden Wald das kleine, mittelalterliche Eingangsravelin mit Rundbogen, das von ghibellinischen Zinnen gekrönt ist. An der Fassade kann man noch die hohen Schlitze sehen, in denen die alten Befestigungen der Zugbrücke angebracht waren, von der nur noch Spuren erhalten sind.
Die Burgfassaden in Stein und Mauerwerk, die immer noch einen ernsten und imponierenden Anblick bieten, sind durch zahlreiche Fenster unterbrochen, insbesondere auf der Ostseite, wo sie sich über fünf Stockwerke erstrecken. Auf der Südwestseite sticht der hohe Bergfried in dominanter Lage über den umgebenden Tälern heraus. Im Inneren der Burg öffnet sich in der Mitte der elegante Renaissanceinnenhof, der Mitte des 16. Jahrhunderts geschaffen wurde, mit einer Eckvorhalle auf zwei Seiten, die von einer toskanischen Kolonnade mit venezianischen Fenstern getragen wird.
Die Innenräume zeichnen sich durch reiche Dekorationen in zahlreichen Räumen aus, die vor allen Dingen im Laufe des 18. und 19. Jahrhunderts geschaffen wurden. Der Waffensaal ist durch eine elegante Kolonnade in zwei Schiffe mit Kreuzgewölbedecken geteilt, die mit Stuck verziert sind. Daran anschließend liegen die Repräsentationsräume mit Gewölbedecken, die mit Fresken geschmückt sind, alten Bildwirkereien an den Wänden und antiken Möbeln. Unter diesen Räumen sticht die Ausschmückung des Salons heraus, die vom Bühnenmaler Girolamo Magnani zwischen 1864 und 1884 geschaffen wurde, der dort eine Reihe von Ansichten der Burg zu verschiedenen Tageszeiten abbildete und darüber hinaus vier Landschaftsansichten, eine für jede Jahreszeit. Im Tiefparterre befinden sich anschließend an die alten Gefängnisse die großen Kellerräume die immer noch zur Weinherstellung genutzt werden.

## Die angeblichen Geister
Wie viele Burgen scheint auch die von Bargone einige Erscheinungen zu beherbergen. In zahlreichen Jahren gab es Hinweise von Besuchern und der Eigentümer erzählte, er hätte „etwas“ gefühlt, auch wenn es scheint, dass seit dem Beginn des 21. Jahrhunderts diese Phänomene fast vollständig verschwunden sind.